# Mohamed Ould Abdel Aziz

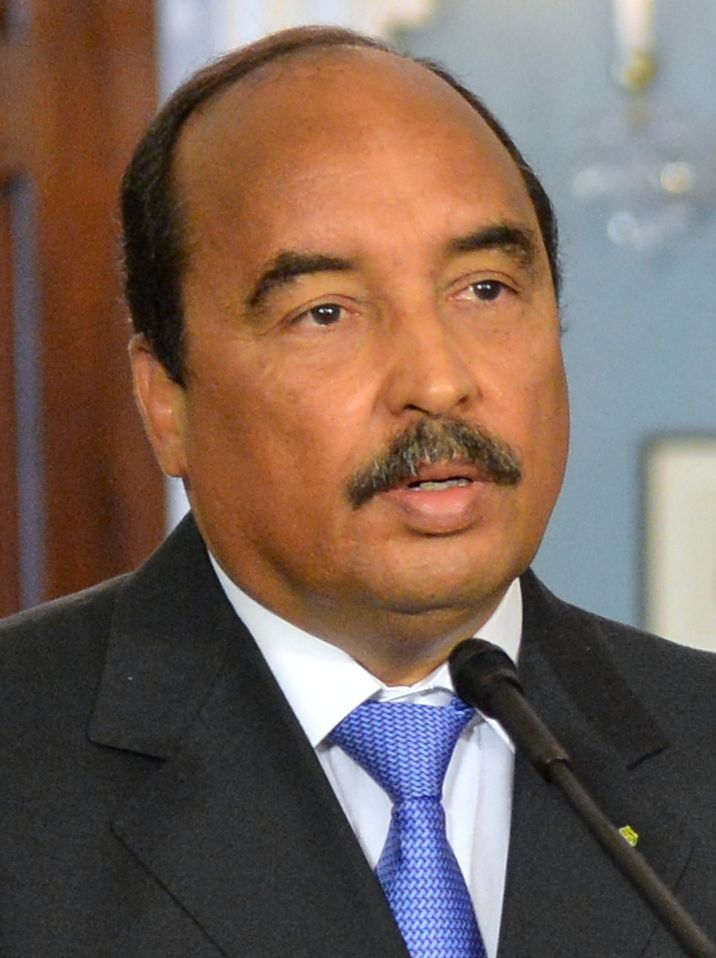
Mohamed Ould Abdel Aziz (2014)

Mohamed Ould Abdel Aziz (arabisch محمد ولد عبد العزيز, DMG Muḥammad walad ʿAbd al-ʿAzīz; * 20. Dezember 1956 in Akjoujt, Mauretanien) ist ein mauretanischer Offizier und Politiker. Er war von 2008 bis 2009 Vorsitzender des Haut conseil d’état (Hoher Staatsrat) und damit seit dem Militärputsch am 6. August 2008 bzw. der am Tag darauf erfolgten Amtsenthebung des gewählten Präsidenten Sidi Mohamed Ould Cheikh Abdallahi durch die Junta faktisches Staatsoberhaupt Mauretaniens. Am 15. April 2009 trat er von diesem Posten zurück, um bei der Präsidentschaftswahl im Juni antreten zu können, die er im Juli 2009 gewann. Im Jahr 2014 wurde er im Amt bestätigt.

## Karriere
Im Jahr 2005 nahm Mohamed Ould Abdel Aziz, damals im Rang eines Obersten, als Kommandant der Präsidentengarde (BASEP) in führender Rolle am Putsch gegen Maaouya Ould Sid’Ahmed Taya teil und wurde danach Mitglied der Militärjunta CMJD. Nachdem sich diese Junta nach der Wahl von Sidi Mohamed Ould Cheikh Abdallahi zum Präsidenten aufgelöst hatte, beförderte der neue Präsident Mohamed Ould Abdel Aziz im September 2007 zum General und ernannte ihn zum Chef des Generalstabes.
2008 begannen Konflikte zwischen dem Präsidenten und der neugebildeten Regierung einerseits und führenden Offizieren um Mohamed Ould Abdel Aziz sowie Teilen der Regierungspartei ADIL andererseits. Am 2. August 2008 traten 25 Parlamentsabgeordnete und 23 Senatoren (Mitglieder der Ersten Kammer des Parlaments), angeblich auf Betreiben der Militärs, aus der ADIL-Fraktion aus, was die Regierung die parlamentarische Mehrheit kostete und eine schwere Staatskrise auslöste. In dieser Situation ließ Mohamed Ould Abdel Aziz am 6. August den Präsidenten Sidi Mohamed Ould Cheikh Abdallahi, den Premierminister Yahya Ould Ahmed El Waghef und den Innenminister durch Angehörige der BASEP verhaften. Am Folgetag wurde bekanntgegeben, dass der „Hohe Staatsrat“, dessen Präsident Mohamed Ould Abdel Aziz ist, ab sofort die verfassungsmäßigen Rechte und Pflichten des Präsidenten übernimmt. Eine neue Regierung soll in Kürze gebildet werden, das Parlament und alle Gemeindeverwaltungen sollen wie bisher bestehen bleiben.
Im Juli 2009 hatte Mohamed Ould Abdel Aziz die Präsidentenwahl in Mauretanien gewonnen.
Im Oktober 2012 wurde Mohamed Ould Abdel Aziz auf dem Weg von einem Wochenendaufenthalt in Tweila zurück in die Hauptstadt Nouakchott von einer Militärpatrouille angeschossen. Er wurde zur Behandlung der Wunden nach Paris geflogen. Der Vorfall wurde von lokalen Radiostationen zunächst als Attentat eingestuft. In Regierungserklärungen war dagegen von einem Versehen die Rede („shot by mistake“).
Am 30. Januar 2014 wählte ihn die Generalversammlung der Afrikanischen Union zum Vorsitzenden der AU.
Im November 2015 soll er das mauretanische Supercup-Spiel zwischen den Mannschaften ASC Tevragh Zeïna und ACS Ksar in der 63. Spielminute beim Stand von 1:1 abgebrochen haben. Wie La Gazzetta dello Sport in ihrer internationalen Ausgabe berichtet, habe der Machthaber stattdessen Order dazu gegeben, ohne Umschweife zum Elfmeterschießen überzugehen. Die Mannschaft von Tevragh-Zeina ging später als Sieger aus dem Entscheidungsschießen hervor. Das Verhalten des Präsidenten löste daraufhin einen öffentlichen Proteststurm hervor.
Zur Präsidentschaftswahl 2019 trat Mohamed Ould Abdel Aziz verfassungsgemäß nicht mehr an.
Am 25. Januar 2023 begann ein Gerichtsverfahren, in dem er des Machtmissbrauchs und der Anhäufung eines ungerechtfertigten Vermögens im Wert von umgerechnet 72 Millionen Dollar beschuldigt wird. Am Vorabend wurde er arrestiert, ebenso weitere Personen aus seinem ehemaligen präsidialen Umfeld, denen Korruption, Geldwäsche und Bereicherung vorgeworfen wird.
Im Oktober 2023 beantragte der Staatsanwalt eine 20-jährige Haftstrafe mit Beschlagnahme des Eigentums von Mohamed Ould Abdel Aziz.